# La jauría
La jauría és una pel·lícula dramàtica franco-colombiana del 2022 escrita i dirigida per Andrés Ramírez Pulido en el seu debut com a director. El maig de 2022 va guanyar el Premi Setmana de la Crítica al 75è Festival Internacional de Cinema de Canes. En el mateix mes, Ramírez Pulido va rebre la Societat d'Autors i Compositors Dramàtics pel seu treball en la pel·lícula. La pel·lícula va ser nominada en la categoria Millor pel·lícula estrangera de parla hispana als XXXVII Premis Goya.

## Sinopsi
En un centre de rehabilitació experimental al mig de la selva, l'Eliú compleix una condemna per assassinat. Quan el seu millor amic i còmplice és traslladat al mateix lloc, els joves han de reconstruir el seu crim i enfrontar-se a un passat del qual Eliú vol fugir. Enmig de teràpies i treballs forçats, Eliú s'enfrontarà a la foscor de la naturalesa humana i intentarà fugir de la seva abans que sigui massa tard.

## Repartiment
Els actors que participen en aquesta pel·lícula són::
- Jhojan Estiven Jimenez - Eliú
- Maicol Andrés Jimenez - El Mono
- Diego Rincón - Godoy
- Miguel Viera - Álvaro
- Carlos Steven Blanco - El germà d'Eliú
- Ricardo Alberto Parra - Juan Macias
- Jhoani Barreto - Ider
- Marleyda Soto - Tránsito
- Wismer Vásquez - Calate

## Estrena
La pel·lícula es va estrenar internacionalment al maig com a part de la Setmana Internacional de la Crítica al 75è Festival Internacional de Cinema de Canes. s va estrenar el 20 d'octubre de 2022 als cinemes colombians, i s'estrenarà als cinemes francesos el 4 d'abril de 2023.

## Recepció
El crític Fabien Lermercier del portal Cineuropa ha destacat que la pel·lícula està "dotada d'un repartiment eminentment convincent", i que "teixeix una xarxa estranya on l'invisible juga amb l'hiperrealisme mentre explora temes com la veritat, la família i la llibertat". Jonathan Holland de Screendaily va afirmar que la pel·lícula "combina potents elements atmosfèrics amb suspens i tragèdia clàssica en un to inquietant i pertorbador, proporcionant una perspectiva fresca, sensible i reflexiva sobre el cinema de la cultura de bandes a Amèrica Llatina."